# Mucibregma spinosa
Mucibregma spinosa, vrsta kolutićavca (Annelida) iz razreda mnogočetinaša ili Polychaeta, porodica Scalibregmatidae.  Prvi ga opisuju Fauchald & Hancock, 1981.
Ovaj mnogočetinaš otkriven je u zaljevu Yaquina na pacifičkoj obali Oregona, a živi na dubini od 2000 metara a živi pred obalom Oregona i Washingtona.
Kudenov (1985:339), ispitao je uzorak i predložio da bi moao biti predstavnik porodice Fauveliopsidae koja je dio reda Terebellida